# Wet (gruppo musicale)
I Wet sono un gruppo musicale statunitense, formatosi a Brooklyn nel 2012 e composto da Kelly Zutrau, Joe Valle e Marty Sulkow.

## Storia
Kelly Zutrau, Joe Valle e Marty Sulkow si sono incontrati a New York, quando gli ultimi due studiavano all'Università di New York mentre la prima alla Cooper Union. Tra il 2012 e il 2013 hanno ufficialmente fondato il gruppo Wet. Il loro primo album in studio, intitolato Don't You, è stato pubblicato a gennaio 2016 su etichetta Columbia Records ed è entrato in diverse classifiche nazionali, piazzandosi alla 77ª posizione nella classifica australiana, alla 55ª in quella canadese, alla 184ª nella britannica e alla 76ª nella Billboard 200 statunitense. In seguito dell’abbandono del chitarrista Sulkow, nel 2018, in qualità di duo, è uscito il secondo disco Still Run, arrivato in 55ª posizione nella Canadian Albums. Nel 2021 Sulkow è rientrato nella band, la quale ha intanto lasciato la Columbia per firmare con la AWAL; nello stesso anno è stata la volta del terzo disco Letter Blue.

## Formazione
- Kelly Zutrau – voce
- Joe Valle – produzione
- Marty Sulkow – chitarra (2012-2017; 2021-presente)

## Discografia

### Album in studio
- 2016 – Don't You
- 2018 – Still Run
- 2021 – Letter Blue

### EP
- 2013 – Wet
- 2022 – Letter Blue (reprise)
- 2022 – Pink Room

### Singoli
- 2016 – The Middle / Turn Away
- 2018 – There's a Reason
- 2018 – Softens
- 2018 – Lately
- 2019 – Old Bone / Trust No Man
- 2020 – This Fog
- 2020 – Come to You
- 2021 – On Your Side
- 2021 – Larabar
- 2021 – Clementine
- 2021 – Far Cry
- 2021 – Bound (with Blood Orange)
- 2022 – Where Did the Day Go